# أماندا بيريز (مغنية)
أماندا بيريز (بالإنجليزية: Amanda Perez)‏ هي مغنية أمريكية، ولدت في 24 مايو 1980.

## وصلات خارجية
- أماندا بيريز على موقع ميوزك برينز (الإنجليزية)
- أماندا بيريز على موقع ديسكوغز (الإنجليزية)